# That that is is that that is not is not is that it it is
"That that is is that that is not is not is that it it is"は、多義語の語彙的曖昧性を巧みに表現した英文である。
この文は、適切な句読法の重要性を説明する例としてよく用いられる。

## 解釈
この句は、以下のように句読点を加えることで明瞭に理解できるようになる。

That that is, is. That that is not, is not. Is that it? It is.
（存在するものは、在る。存在しないものは、在らず。あれはそれか？それである。）
これは「存在するものはすべて、在る。存在しないものは、何もなすことがない」という、パルメニデスのような単純な哲学的格言を述べている。
この句は、『ブルーアーの名言と寓話の辞典』（Brewer's Dictionary of Phrase and Fable）で最初に記されたが、1959年の中編『アルジャーノンに花束を』が1968年に『まごころを君に』のタイトルで映画化されたときに一般に知られるものとなった。